# Resident Evil: The Darkside Chronicles
Resident Evil: The Darkside Chronicles (バイオハザード / ダークサイド・クロニクルズ,, Baiohazādo / Dākusaido Kuronikuruzu) é um jogo eletrônico de rail shooter desenvolvido para o Nintendo Wii pela Cavia e Capcom. O jogo foi lançado no dia 17 de novembro de 2009 na América do Norte e lançado na Europa no dia 27 de novembro de 2009, junto com o acessório 'Wii Zapper. Recebeu uma remasterização para o PlayStation 3 em 17 de julho de 2012, como parte da coleção Resident Evil Chronicles HD Collection na qual o The Umbrella Chronicles também faz parte, a coleção conta com gráficos em HD e suporte a PlayStation Move, além de conquistas.

## Sobre
Resident Evil: Darkside Chronicles é um jogo da famosa série da CAPCOM. O game conta alguns eventos já narrados na série, mostrados em Resident Evil 2, Resident Evil CODE: Verônica, além de um cenário totalmente inédito. Vários personagens conhecidos também estão no game, como Leon S. Kennedy, Claire Redfield, Steve Burnside, Chris Redfield, entre outros.
O produtor do game declarou que essa é uma história bem sombria, muito emotiva e cheia de surpresas, pois cada personagem possui um ponto de vista diferente dos fatos ocorridos.

## Capítulos

### Memories Of a Lost City
Retrata os eventos ocorridos em Resident Evil 2. O policial novato Leon Scott Kennedy, em seu primeiro dia de trabalho, e a jovem Claire Redfield, em busca de seu irmão Chris, chegam em Raccoon City no momento em que ocorre uma infecção do T-Vírus, transformando os cidadãos em zumbis. A dupla então une forças, a fim de escaparem com vida e descobrir o que realmente aconteceu. Os personagens jogáveis são Claire Redfield e Leon Scott Kennedy.

### Game Of Oblivion
Retrata os eventos ocorridos em Resident Evil CODE: Verônica. Claire Redfield continua a busca pelo seu irmão, Chris Redfield, ex-integrante dos S.T.A.R.S. que sobreviveu à um incidente bizarro envolvendo a Umbrella Corporation, e que após o ocorrido, viajou até a Europa para desmascarar a empresa. Claire então lhe segue, porém, acaba sendo capturada ao invadir uma sede da Umbrella em Paris, sendo levada para uma ilha, onde ocorre um misterioso ataque, e o T-Vírus se espalha. Apesar do cenário representar fielmente os personagens, vários pontos importantes de CODE: Verônica foram deixados de lado nesse cenário, como a segunda parte do jogo, onde vemos o ponto de vista de Chris Redfield, mostrando sua busca pela irmã e a sua luta contra o vilão Wesker, que por sinal também apareceu muito pouco neste cenário. Os personagens jogáveis são Claire Redfield, Steve Burnside, Chris Redfield e em alguns extras Leon Kennedy.

### Operation Javier
Um cenário inédito na série. Se passando em 2002, a história narra uma missão de investigação por parte do governo americano numa floresta isolada sul-americana. Leon e Krauser estão na caça de Javier Hidalgo, que, aparentemente, está por trás da infecção na região, além de possuir uma forte ligação com os negócios da Umbrella. Os personagens jogáveis são Jack Krauser e Leon S. Kennedy.